# Born to Raise Hell
Born to Raise Hell ist ein Lied der britischen Hard-Rock- und Metal-Band Motörhead. Als Gäste sind auf der Originalversion für den Film Airheads der Rapper Ice-T und Ugly-Kid-Joe-Sänger Whitfield Crane vertreten. Die Single erschien im November 1994.

## Hintergrund
Ursprünglich schrieb Lemmy Kilmister den Song Born to Raise Hell für die deutsche Hard-Rock-Band Skew Siskin. Diese nahm den Song auch auf, hatten jedoch zu jener Zeit keinen Plattenvertrag, so dass die Aufnahme unveröffentlicht blieb.
Stattdessen wurde der Song von Motörhead zusammen mit dem Song Hellraiser, den Lemmy für Ozzy Osbourne geschrieben hatte, für den Film Hellraiser III verwendet. Im Gegensatz zu diesem Song war Born to Raise Hell jedoch lediglich im Abspann zu hören und wurde nicht auf dem Soundtrackalbum verewigt. Die gleiche Version erschien auf dem Album Bastards (1993).
Das Lied wurde ein Jahr später für den Soundtrack des Films Airheads verwendet. Whitfield Crane, Sänger von Ugly Kid Joe sowie Gangsta Rapper Ice-T waren als musikalische Gäste auf dem Song vertreten. Produziert wurde der Song von Howard Benson und aufgenommen wurde er in den A & M Studios und den Prime Time Studios in Hollywood, Kalifornien.

## Veröffentlichung
Die Single erschien im November 1994 über Fox Records und BMG Music Publishing. Neben dem im Film verwendeten Radio-Edit befindet sich noch die Albumversion vom Soundtrackalbum sowie eine Remix der Dust Brothers auf der Single. Die Single erschien außerdem als Picture Disc.
1. Born to Raise Hell (Radio Edit) – 4:02
2. Born to Raise Hell (Album Version) – 4:56
3. Born to Raise Hell (Dust Brother’s Live and Funky Mix) – 3:52

Die Single erreichte Platz 47 der britischen Charts.

## Versionen und Coverversionen
Neben der Albumversion von Bastards und der Soundtrack-Version des Lieds entstand auch eine Liveaufnahme zusammen mit Nina C. Alice von Skew Siskin, die auf dem Livealbum Everything Louder than Everyone Else zu hören ist. Weitere Liveaufnahmen sind auf den Alben Live at Brixton Academy (2003), mit Whitfield Crane und Doro Pesch, und The Wörld Is Ours (2011) mit Michael Monroe enthalten.
Für das Tributalbum St. Valentine’s Day Massacre – Tribute to Motörhead coverte Voodoo Vegas 2005 den Song.
Am 11. August 2016 coverte der ehemalige Motörhead-Gitarrist Phil Campbell zusammen mit seiner Band The Bastard Sons den Track zusammen mit Dee Snider (Twisted Sister) auf dem Bloodstock Open Air als Tribut an den im Dezember vergangenen Jahres verstorbenen Lemmy.